# Frullania gabonensis
Frullania gabonensis là một loài Rêu trong họ Jubulaceae. Loài này được Vanden Berghen mô tả khoa học đầu tiên năm 1976.